# بلون ستريك
بلون ستريك (بالهولندية: Pleun Strik)‏ (مواليد 27 مايو 1944) هو لاعب كرة قدم. يلعب مع منتخب هولندا لكرة القدم. سبق له أن لعب في كأس العالم لكرة القدم مع منتخب بلاده.

## روابط خارجية
- بلون ستريك على موقع الاتحاد الدولي (مؤرشف)  (الإنجليزية)
- بلون ستريك على موقع قاعدة بيانات كرة القدم.إي يو (الإنجليزية)
- بلون ستريك على موقع ناشيونال فوتبول تيمز (الإنجليزية)
- بلون ستريك على موقع عالم كرة القدم.نت (الإنجليزية)